# Denys Shmygal
Denys Anatoliyovych Shmyhal (em ucraniano:  Денис Анатолійович Шмигаль; Leópolis, 15 de outubro de 1975) é um empreendedor e político ucraniano, foi o primeiro-ministro da Ucrânia de 2020 até 2025. Foi nomeado a esse cargo no dia 4 de março de 2020.

## Biografia
Os pais de Shmyhal são Anatoly Ivanovich e Irina Feliksovna.
Em 1997, ele se formou no Politécnico de Lviv. Ele detém o título de Candidato de Ciências Econômicas (2003). Desde sua graduação em 1997 até setembro de 2005, Shmyhal trabalhou como contador em várias empresas. De setembro de 2005 a junho de 2006, Shmyhal foi vice-diretor geral de uma empresa chamada "LA DIS". De junho de 2006 a agosto de 2008, foi Diretor da empresa de investimentos "Comfort-Invest". De setembro de 2008 a setembro de 2009, Shmyhal foi Diretor Geral de uma empresa chamada "ROSANINVEST LLC".
Shmyhal trabalhou em vários cargos políticos de liderança em Oblast de Lviv da Ucrânia de 2009 até dezembro de 2013. Em primeiro lugar, como Chefe do Departamento de Economia da Administração de Lviv Oblast entre 2009 e 2011. Foi lá que ele conheceu e trabalhou com Oleh Nemchinov que, em 2020, se tornaria Ministro do Gabinete de Ministros do Governo Shmyhal. Shmyhal tornou-se então o Chefe do Departamento de Economia e Política Industrial durante todo o ano de 2012. Em 2013, foi Chefe do Departamento de Desenvolvimento Econômico, Investimento, Comércio e Indústria.
Nos primeiros quatro meses de 2014, Shmyhal foi consultor de um Deputado do Povo da Ucrânia.

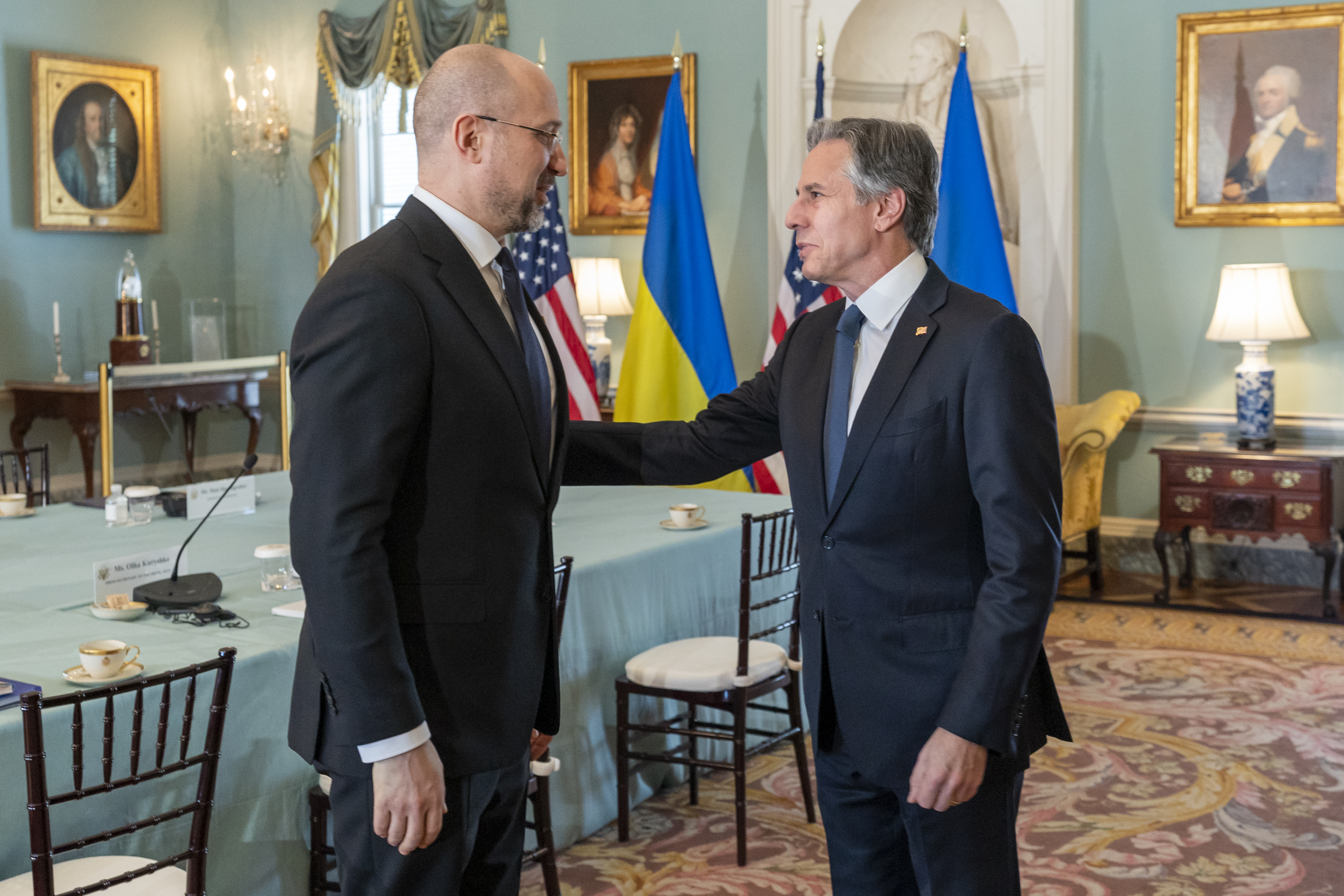
Shmyhal se encontra com o secretário de Estado dos EUA, Antony J. Blinken, em Washington DC, em 22 de abril de 2022.

De maio de 2014 a dezembro de 2014, Shmyhal trabalhou como vice-chefe do escritório regional de Lviv Oblast do Ministério de Receitas e Deveres.
Ele atuou como vice-presidente da distribuidora de produtos congelados TVK Lvivkholod, com sede em Lviv, de 2015 a 2017.
De 2018 a 2019, Shmyhal atuou como Diretor do Burshtyn TES, que é o maior produtor de eletricidade em Ivano-Frankivsk, e faz parte das participações de Rinat Akhmetov.
De 1º de agosto de 2019 até sua nomeação ministerial, Shmyhal foi o governador de Ivano-Frankivsk Oblast.
Em 4 de fevereiro de 2020, foi nomeado Ministro do Desenvolvimento Regional.
Shmyhal substituiu Oleksiy Honcharuk como primeiro-ministro da Ucrânia em março de 2020.
Em 2021, Denys Shmyhal, de 46 anos, entrou no TOP-100 dos ucranianos mais influentes, de acordo com a revista semanal Focus. O primeiro-ministro ficou com o 7º lugar na classificação. O sucesso de Shmyhal é explicado pelo apoio de Volodymyr Zelensky e pelas iniciativas do gabinete presidencial.

## Vida pessoal
Shmyhal é casado com Kateryna Shmyhal. Eles têm duas filhas.